# Jasha Sütterlin
Jasha Sütterlin (* 4. November 1992 in Freiburg im Breisgau) ist ein deutscher Radrennfahrer. Er gilt als starker Zeitfahrer.

## Sportliche Laufbahn
Jasha Sütterlin belegte 2009 bei der Europameisterschaft der Junioren in Hooglede-Gits den vierten Platz im Einzelzeitfahren. In der Saison 2010 fuhr er für das Team Rothaus Baden und gewann eine Etappe bei der Trofeo Karlsberg, wurde Deutscher Meister im Einzelzeitfahren der Junioren und entschied die Gesamtwertung der Niedersachsen-Rundfahrt für sich. Außerdem gewann er bei der Junioren-Weltmeisterschaft die Silbermedaille im Einzelzeitfahren und im Straßenrennen wurde er Achter.
In den Saisons 2011 bis 2013 fuhr Sütterlin für das Thüringer Energie Team. Im Juli 2013 belegte Sütterlin hat bei den Europameisterschaften auf der Straße in Brünn im Einzelzeitfahren der U23 über 23 Kilometer Platz drei.
Zur Saison 2014 erhielt Sütterlin einen Vertrag bei dem spanischen UCI ProTeam Movistar. In der folgenden Saison bestritt er mit dem Giro d’Italia 2015 seine erste Grand Tour, die er als 113. beendete. Er gewann außerdem bei den Straßenweltmeisterschaften 2015 die Bronzemedaille im Teamzeitfahren. Bei den Deutsche Straßen-Radmeisterschaften 2016 gewann er die Silbermedaille im Einzelzeitfahren.
Durch einen Angriff 800 Meter vor Ziel gewann Sütterlin 2017 die Abschlussetappe der Vuelta a la Comunidad de Madrid und damit sein erstes internationales Eliterennen. Nachdem er wiederum Zweiter der deutschen Zeitfahrmeisterschaften wurde, fuhr er zum ersten Mal die Tour de France und beendete die Rundfahrt auf Platz 108.
Im Jahr 2019 gewann Sütterlin mit der deutschen Mixed-Staffel jeweils die Silbermedaille bei den Welt- und Europameisterschaften.
Nachdem Sütterlin 2020 zum Team Sunweb wechselte und Fünfter der Slowakei-Rundfahrt wurde, schloss er sich 2022 Bahrain Victorious an.

## Erfolge
2010
- eine Etappe Trofeo Karlsberg (Junioren)
- Deutscher Meister – Einzelzeitfahren (Junioren)
- Gesamtwertung Niedersachsen-Rundfahrt (Junioren)
- Weltmeisterschaft – Einzelzeitfahren (Junioren)

2011
- Gesamtwertung Tour de Berlin (U23)

2012
- Deutscher Meister – Einzelzeitfahren (U23)

2013
- Deutscher Meister – Einzelzeitfahren (U23)
- Prolog und eine Etappe Giro della Valle d’Aosta (U23)

2015
- Weltmeisterschaft – Mannschaftszeitfahren

2016
- Deutsche Meisterschaft – Einzelzeitfahren

2017
- eine Etappe Vuelta a la Comunidad de Madrid
- Deutsche Meisterschaft – Einzelzeitfahren

2019
- Europameisterschaft – Mixed-Staffel
- Weltmeisterschaft – Mixed-Staffel

## Wichtige Platzierungen
| Grand Tour            | 2014 | 2015 | 2016 | 2017 | 2018 | 2019 | 2020 | 2021 | 2022 | 2023 | 2024 |
| --------------------- | ---- | ---- | ---- | ---- | ---- | ---- | ---- | ---- | ---- | ---- | ---- |
| Giro d’ItaliaGiro     | –    | –    | 113  | –    | –    | 120  | –    | –    | 87   | 75   | 57   |
| Tour de FranceTour    | –    | –    | –    | 108  | –    | –    | –    | DNF  | –    | –    | –    |
| Vuelta a EspañaVuelta | –    | –    | –    | –    | –    | –    | 55   | –    | 85   | 71   | 121  |

| Weltmeisterschaft        | 2014 | 2015 | 2016 | 2017 | 2018 | 2019 | 2020 | 2021 | 2022 | 2023 | 2024 |
| ------------------------ | ---- | ---- | ---- | ---- | ---- | ---- | ---- | ---- | ---- | ---- | ---- |
| StraßenrennenStraße      | –    | –    | DNF  | 116  | –    | DNF  | –    | –    | –    | –    | –    |
| EinzelzeitfahrenEZF      | –    | –    | 33   | 35   | –    | –    | –    | –    | –    | –    | –    |
| MannschaftszeitfahrenMZF | 6    | 3    | 6    | 6    | 6    | 2    | –    | –    | –    | –    | –    |

| Monument                 | 2014 | 2015 | 2016 | 2017 | 2018 | 2019 | 2020 | 2021 | 2022 | 2023 | 2024 | 2025 |
| ------------------------ | ---- | ---- | ---- | ---- | ---- | ---- | ---- | ---- | ---- | ---- | ---- | ---- |
| Mailand–Sanremo          | DNF  | 123  | –    | 63   | –    | –    | DNF  | 114  | 70   | –    | –    | 115  |
| Flandern-Rundfahrt       | DNF  | 84   | 50   | 89   | DNF  | 22   | –    | DNF  | 26   | –    | –    | DNF  |
| Paris–Roubaix            | 124  | DNF  | DNF  | 40   | DNF  | DNF  | –    | DNF  | 76   | –    | –    |      |
| Lüttich–Bastogne–Lüttich | –    | –    | –    | –    | –    | –    | –    | –    | –    | –    | –    |      |
| Lombardei-Rundfahrt      | DNF  | DNF  | –    | –    | –    | DNF  | –    | –    | –    | –    | –    |      |